# Diócesis de Maroua-Mokolo
La diócesis de Maroua-Mokolo (en latín: Dioecesis Maruana-Mokolensis y en francés: Diocèse de Maroua-Mokolo) es una circunscripción eclesiástica de la Iglesia católica en Camerún. Se trata de una diócesis latina, sufragánea de la arquidiócesis de Garua. Desde el 5 de abril de 2014 su obispo es Bruno Ateba Edo, de los palotinos.

## Territorio y organización
La diócesis tiene 14 332 km² y extiende su jurisdicción sobre los fieles católicos de rito latino residentes en la región del Extremo Norte en los departamentos de: Diamaré, Mayo-Tsanaga y Mayo-Sava.
La sede de la diócesis se encuentra en la ciudad de Maroua, en donde se halla la Catedral de Nuestra Señora de la Asunción.
En 2021 en la diócesis existían 51 parroquias.

## Historia
La prefectura apostólica de Maroua-Mokolo fue erigida el 11 de marzo de 1968 con la bula Quamquam Ecclesiarum del papa Pablo VI, obteniendo el territorio de la entonces diócesis de Garua.
El 29 de enero de 1973 la prefectura apostólica fue elevada a diócesis con la bula Qui Sanctissimi por el papa Pablo VI. Originalmente era sufragánea de la arquidiócesis de Yaundé.
El 18 de marzo de 1982 pasó a formar parte de la provincia eclesiástica de la arquidiócesis de Garua.

## Estadísticas
Según el Anuario Pontificio 2022 la diócesis tenía a fines de 2021 un total de 95 325 fieles bautizados.
| Año                                                                             | Población            | Población | Población      | Sacerdotes | Sacerdotes    | Sacerdotes    | Bautizados por sacerdote | Diáconos permanentes | Religiosos | Religiosos | Parroquias |
| Año                                                                             | Bautizados católicos | Total     | % de católicos | Total      | Clero secular | Clero regular | Bautizados por sacerdote | Diáconos permanentes | Varones    | Mujeres    | Parroquias |
| ------------------------------------------------------------------------------- | -------------------- | --------- | -------------- | ---------- | ------------- | ------------- | ------------------------ | -------------------- | ---------- | ---------- | ---------- |
| 1970                                                                            | 2225                 | 540 000   | 0.4            | 36         | 7             | 29            | 61                       |                      | 38         | 45         |            |
| 1980                                                                            | 4824                 | 797 635   | 0.6            | 34         | 12            | 22            | 141                      | 4                    | 28         | 51         | 30         |
| 1990                                                                            | 14 590               | 916 000   | 1.6            | 46         | 18            | 28            | 317                      | 3                    | 37         | 91         | 33         |
| 1999                                                                            | 28 784               | 1 400 000 | 2.1            | 47         | 26            | 21            | 612                      | 3                    | 38         | 108        | 32         |
| 2000                                                                            | 32 952               | 1 300 000 | 2.5            | 48         | 8             | 40            | 686                      | 3                    | 64         | 107        | 37         |
| 2001                                                                            | 35 905               | 1 300 000 | 2.8            | 58         | 26            | 32            | 619                      | 3                    | 60         | 107        | 37         |
| 2002                                                                            | 37 355               | 1 424 355 | 2.6            | 60         | 28            | 32            | 622                      | 3                    | 57         | 122        | 38         |
| 2003                                                                            | 39 948               | 1 474 355 | 2.7            | 59         | 30            | 29            | 677                      | 3                    | 51         | 117        | 39         |
| 2004                                                                            | 43 420               | 1 510 000 | 2.9            | 52         | 22            | 30            | 835                      | 3                    | 58         | 125        | 39         |
| 2013                                                                            | 72 990               | 1 874 000 | 3.9            | 73         | 51            | 22            | 999                      | 10                   | 34         | 105        | 43         |
| 2016                                                                            | 83 782               | 1 986 657 | 4.2            | 59         | 38            | 21            | 1420                     | 15                   | 30         | 68         | 42         |
| 2019                                                                            | 90 700               | 2 000 500 | 4.5            | 66         | 41            | 25            | 1374                     | 14                   | 33         | 72         | 46         |
| 2021                                                                            | 95 325               | 2 102 990 | 4.5            | 85         | 58            | 27            | 1121                     | 15                   | 41         | 92         | 51         |
| Fuente: Catholic-Hierarchy, que a su vez toma los datos del Anuario Pontificio. |                      |           |                |            |               |               |                          |                      |            |            |            |

## Episcopologio
- Jacques Joseph François de Bernon, O.M.I. † (11 de marzo de 1968-22 de septiembre de 1994 falleció)
- Philippe Albert Joseph Stevens, P.F.E. † (11 de noviembre de 1994-5 de abril de 2014 retirado)
- Bruno Ateba Edo, S.A.C., desde el 5 de abril de 2014